# Dzwonnica w Hronovie
Dzwonnica w Hronovie – zabytkowa dzwonnica przy kościele Wszystkich Świętych w Czechach, w miejscowości Hronov.
Późnorenesansowa trzykondygnacyjna dzwonnica z 1610 powstała w sąsiedztwie kościoła Wszystkich Świętych i stanowi dominantę miasta. Pierwotnie na jej miejscu znajdowała się dzwonnica drewniana.

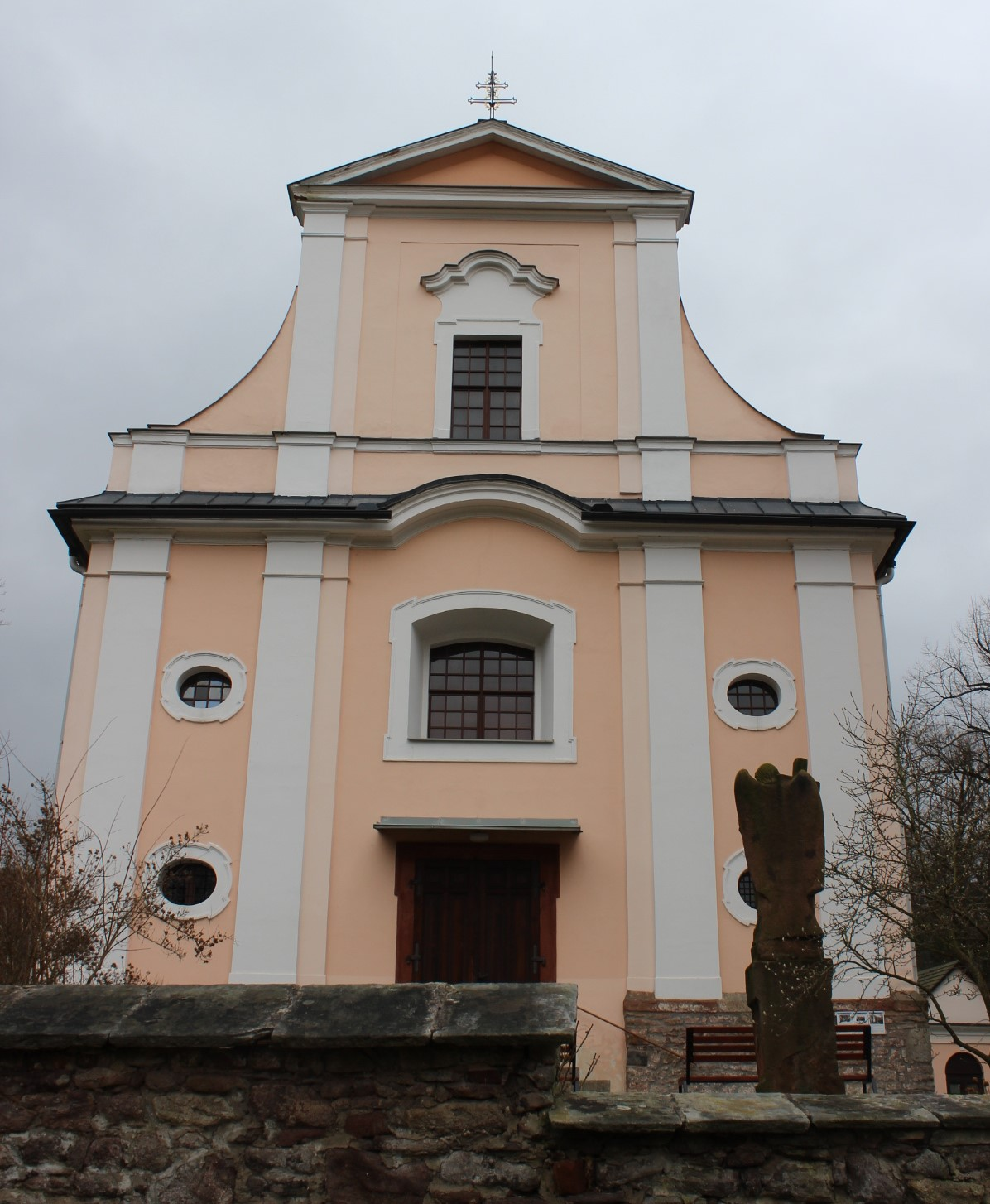
Kościół Wszystkich Świętych w Hronovie
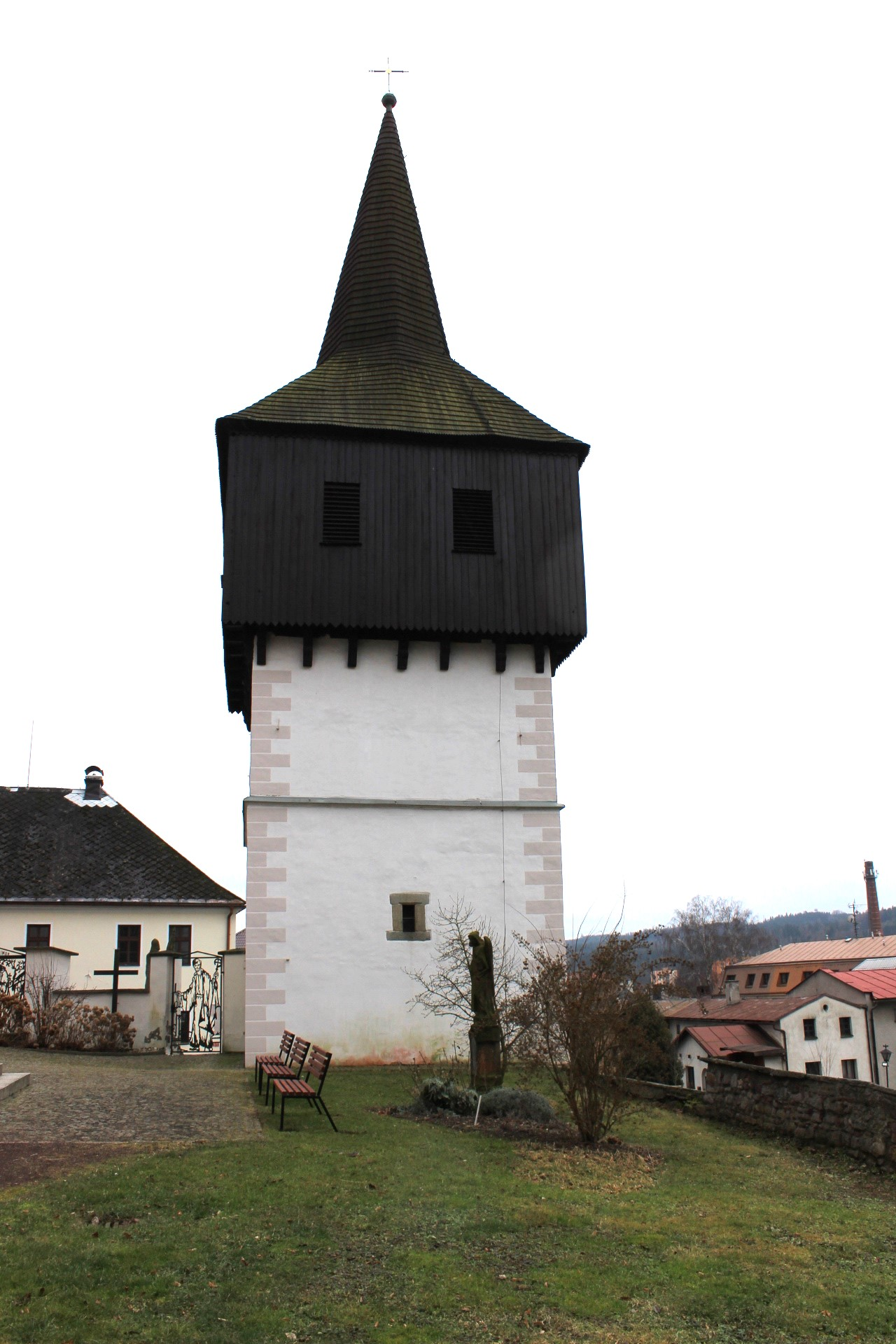
Dzwonnica w Hronovie
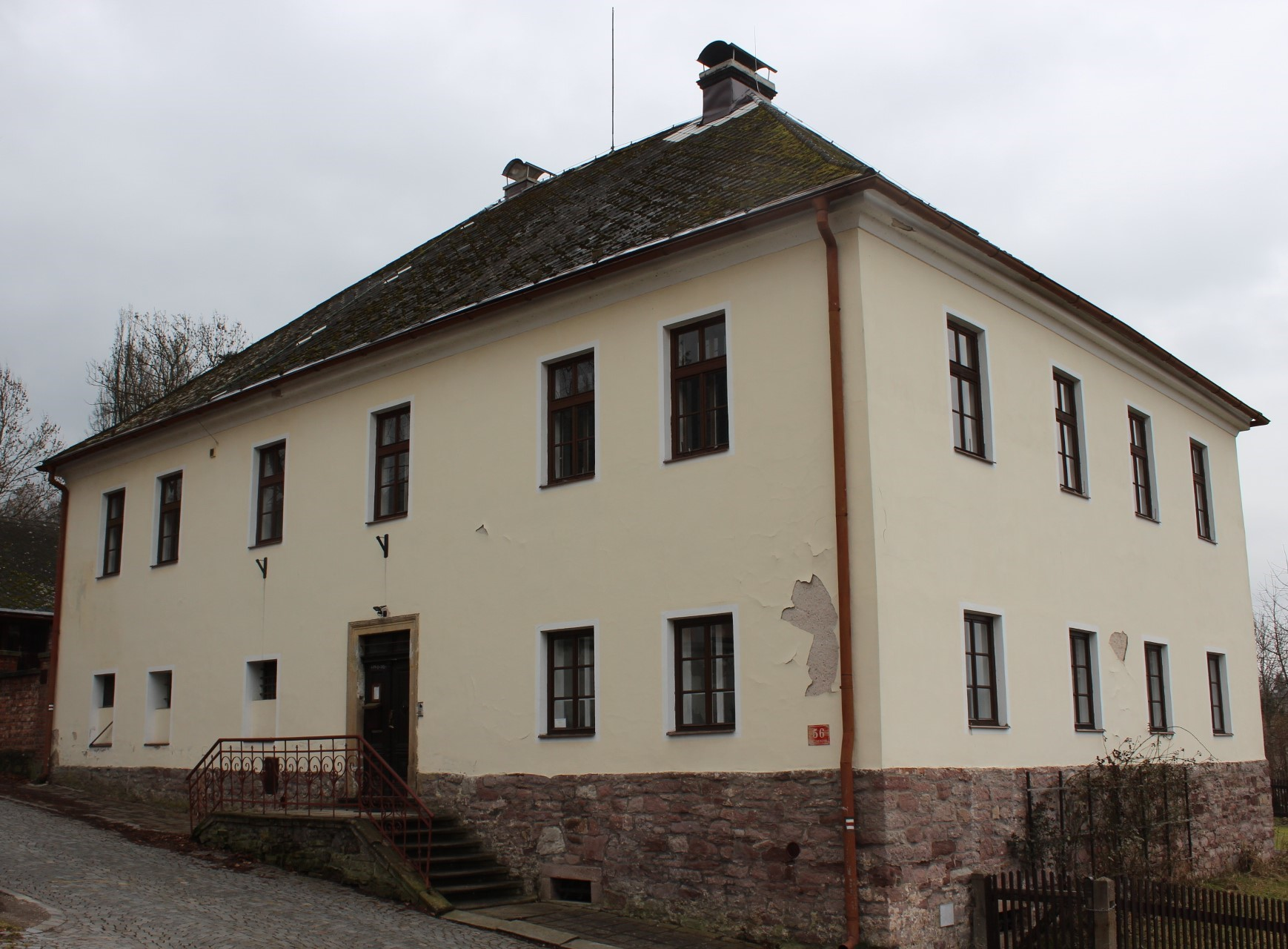
Plebania